# Jack Daniels
Jack Tupper Daniels (Detroit, 26 aprile 1933) è un ex pentatleta statunitense.

## Palmarès
In carriera ha conseguito i seguenti risultati:
- Giochi olimpici:

Melbourne 1956: argento nel pentathlon moderno a squadre.
Roma 1960: bronzo nel pentathlon moderno a squadre.